# Machiko Kyō

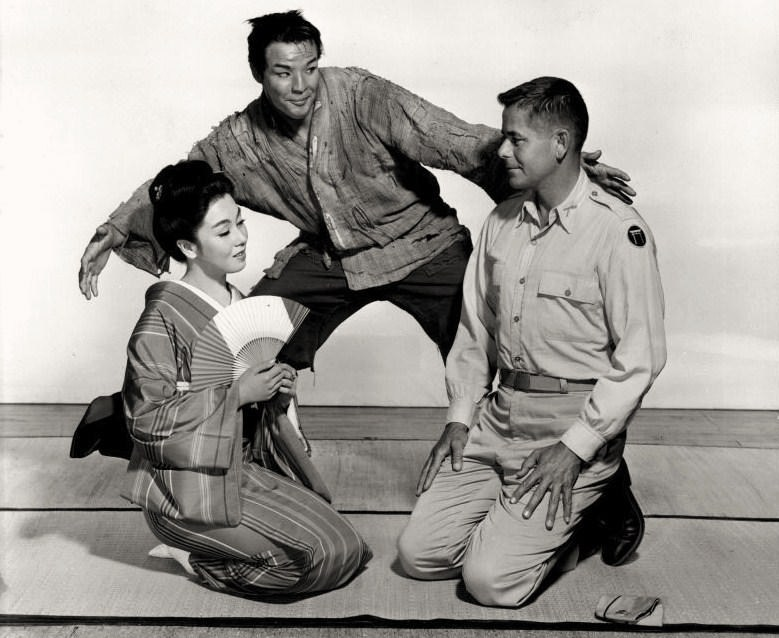
Imagen resultante de restauración y modificación de parte de una foto publicitaria de la película de 1956 The Teahouse of the August Moon: M. Kyō, Marlon Brando y Glenn Ford.

Machiko Kyō (京マチ子 Kyō Machiko?) (Osaka, 25 de marzo de 1924-Tokio, 12 de mayo de 2019) fue una actriz japonesa.

## Biografía
Kyō, hija única, nació como Motoko Yano (矢野 元子, Yano Motoko) en Osaka en 1924. Su padre se marchó cuando ella tenía 5 años, y fue criada por su madre y su abuela. Adoptó Machiko Kyō como nombre artístico cuando ingresó en el Osaka Shochiku Kagekidan en 1936, a los 12 años. Se formó como bailarina de revista y luego entró en la industria del cine a través de Daiei Film en 1949. Dos años más tarde, alcanzó fama internacional como protagonista femenina de la película Rashōmon, de Akira Kurosawa, que ganó el primer premio en el Festival de Venecia y asombró al público con su narrativa no lineal.
Kyō protagonizó muchas más producciones japonesas, como Ugetsu (1953), de Kenji Mizoguchi, La puerta del infierno (1953), de Teinosuke Kinugasa, Extraña obsesión (1959), de Kon Ichikawa, y Maleza flotante (1959), de Yasujirō Ozu. En 1956, participó en su única película no japonesa, The Teahouse of the August Moon, una comedia estadounidense de Daniel Mann en la que actuó con Marlon Brando y Glenn Ford. Este papel le valió una nominación para un Globo de Oro.
Kyō siguió actuando hasta los 80 años. Su último papel fue como Matsuura Shino en la serie dramática de televisión de la NHK Haregi Koko Ichiban en 2000. En 2017, recibió un premio al mérito en la 40 edición de los Premios de la Academia Japonesa.
Actuó en aproximadamente cien películas entre 1944 y 1984.
Apareció por última vez en el cine en 1984 en la película Kesho (Make-up), de Kazuo Ikehiro. Tras retirarse del cine, se trasladó de nuevo a Osaka, donde residió hasta su muerte por insuficiencia cardíaca en su casa de Tokio el 12 de mayo de 2019 a la edad de 95 años.

## Premios y reconocimientos
Premio a la Actriz del 5º Concurso de Cine Mainichi por Rashomon (50) y Falsely Dressed (51). Sweet Sweat (64) 38.º Premio Kinema Junpo 19.º Concurso de Cine Mainichi Premio a la Mejor Actriz.